# Mustapha Dinguizli
Mustapha Dinguizli ou Mustapha Denguezli (arabe : مصطفى الدنقزلي), né le 27 août 1865 à Tunis et mort le 20 octobre 1926, est un homme politique tunisien.

## Biographie
Issu d'une famille tunisoise de hauts fonctionnaires d'origine turque au service de l'État husseinite, son grand-père est un cadi hanéfite et son père un colonel. Dinguizli suit ses études au Collège Sadiki puis à l'École normale de Versailles et à l'École normale supérieure de Fontenay-Saint-Cloud.
Sadok Ghileb, son oncle maternel, maire de Tunis, le rappelle auprès de lui ; Dinguizli gravit les échelons jusqu'au poste de caïd-gouverneur de la banlieue de Tunis entre 1900 et 1912. À la mort de Ghileb, il lui succède à la tête de la municipalité de Tunis entre 1912 et 1915. En 1915, il fait partie du gouvernement de Youssef Djaït comme ministre de la Plume.
Il est nommé grand vizir en 1922, avec l'accord du résident général de France. Menant une politique conciliante avec les autorités du protectorat, Dinguizli est maintenu à son poste jusqu'à sa mort en 1926. Il figure parmi les ministres inhumés dans le mausolée du Tourbet El Bey situé dans la médina de Tunis.
Son frère Béchir devient le premier musulman tunisien à devenir médecin à l'époque moderne.

## Décorations
- Grand cordon de l'ordre du Ouissam alaouite[3].